# Dalekowie

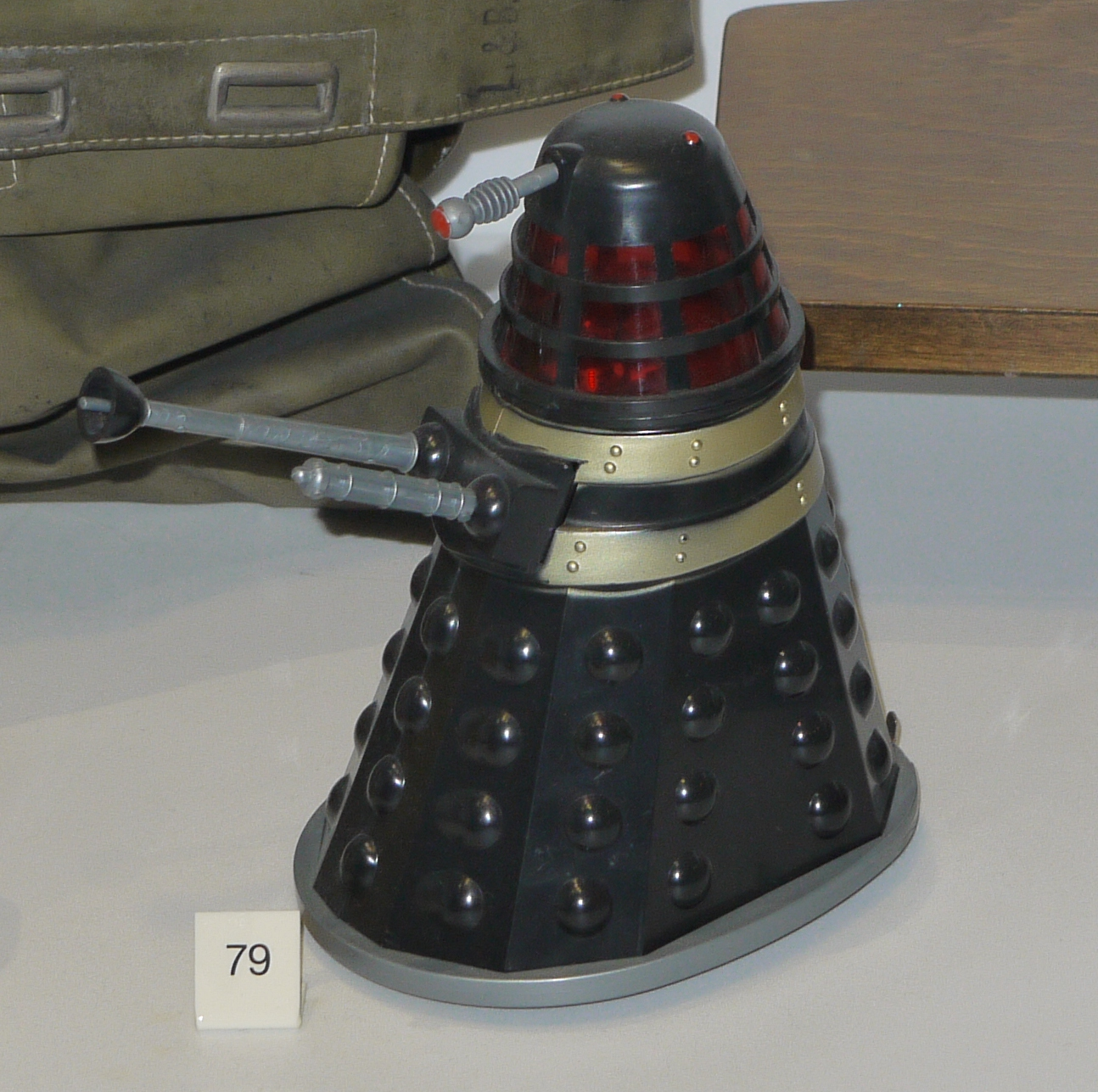
Dalek z 1966 r.

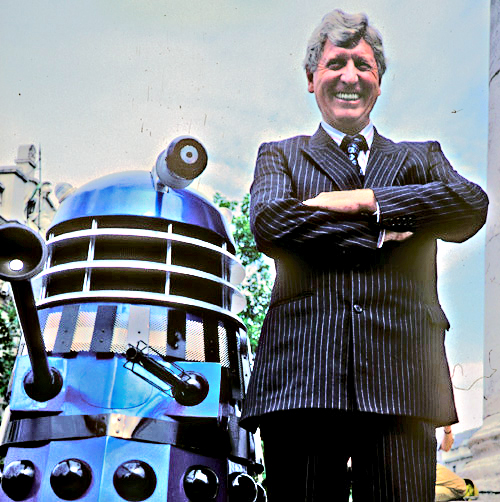
Dalek wraz z odtwórcą czwartego Doktora, Tomem Bakerem.

Dalekowie (l.poj. Dalek; ang. Daleks) – fikcyjny gatunek istot pozaziemskich związany z brytyjskim serialem science-fiction Doktor Who. 
Za twórcę Daleków uznaje się Terry Nation, autora drugiej historii w serialu, The Daleks. Ich genezę sprowadzał on do własnych doświadczeń z czasów drugiej wojny światowej. To właśnie w historii The Daleks z 1966 roku, Dalekowie pojawiają się po raz pierwszy w serialu, po czym występują oni w nim bardzo często. 
W latach 60. powstały dwa filmy telewizyjne o Dalekach pt. Dr Who wśród Daleków (1965) oraz Najazd Daleków na Ziemię (1966), które jednak aktualnie nie są uznawane jako kanoniczna część uniwersum Doktora Who.

## Opis
W serialowej rzeczywistości Dalekowie zostali stworzeni przez Davrosa. Są to zmutowane organizmy, które pochodzą z planety Skaro. Przebywają w pojazdach przypominających czołgi i są ciężko uzbrojone. Cechują się dużą siłą i inteligencją przy jednoczesnym zupełnym braku empatycznych uczuć jak współczucie czy litość. 
Dalekowie noszą cechy charakteru, jakie były typowe dla nazistów: nietolerancja dla postaw odmiennych od własnej, nienawiść rasowa, przekonanie o wyższości własnej rasy nad innymi, technokratyczny sposób rozumowania oraz tendencja do stosowania tortur. Dalekowie nie cofają się nawet przed eksterminacją osobników własnej rasy. Ich okrzykiem bojowym jest „Eksterminować!” (ang. Exterminate!), który wypowiadają bardzo często.

## Wpływ na kulturę
Dalekowie wpisali się na stałe w poczet brytyjskiej kultury popularnej. W grudniu 1964 roku brytyjski rysownik, Leslie Gilbert Illingworth opublikował karykaturę w gazecie Daily Mail podpisaną "THE DEGAULLEK" przedstawiającą francuskiego prezydenta, Charles’a de Gaulle’a na szczycie NATO jako Daleka z wystającym nosem.
Słownik Oksfordzki języka angielskiego zawiera hasło "Daleks", objaśniające mało precyzyjnie, iż jest to "typ robota pojawiającego się fantastycznonaukowym programie telewizyjnym Dr. Who, telewizji BBC".

## Spis historii[a]
| Klasyczna seria | Klasyczna seria         | Klasyczna seria                                  | Klasyczna seria | Klasyczna seria | Klasyczna seria |
| Rok             | Doktor                  | Historia                                         |                 |                 |                 |
| --------------- | ----------------------- | ------------------------------------------------ | --------------- | --------------- | --------------- |
| 1963-64         | Pierwszy Doktor         | The Daleks                                       |                 |                 |                 |
| 1964            | Pierwszy Doktor         | The Dalek Invasion of Earth                      |                 |                 |                 |
| 1965            | Pierwszy Doktor         | The Chase                                        |                 |                 |                 |
| 1965            | Pierwszy Doktor         | Mission to the Unknown                           |                 |                 |                 |
| 1965-66         | Pierwszy Doktor         | The Daleks' Master Plan                          |                 |                 |                 |
| 1966            | Pierwszy Doktor         |                                                  |                 |                 |                 |
| Drugi Doktor    | The Power of the Daleks |                                                  |                 |                 |                 |
| Drugi Doktor    | 1967                    | The Evil of the Daleks                           |                 |                 |                 |
| 1972            | Trzeci Doktor           | Day of the Daleks                                |                 |                 |                 |
| 1973            | Trzeci Doktor           | Planet of the Daleks                             |                 |                 |                 |
| 1974            | Trzeci Doktor           | Death to the Daleks                              |                 |                 |                 |
| 1975            | Czwarty Doktor          | Genesis of the Daleks                            |                 |                 |                 |
| 1979            | Czwarty Doktor          | Destiny of the Daleks                            |                 |                 |                 |
| 1984            | Piąty Doktor            | Resurrection of the Daleks                       |                 |                 |                 |
| 1985            | Szósty Doktor           | Revelation of the Daleks                         |                 |                 |                 |
| 1988            | Siódmy Doktor           | Remembrance of the Daleks                        |                 |                 |                 |
| Nowa seria      |                         |                                                  |                 |                 |                 |
| Rok             | Doktor                  | Historia                                         |                 |                 |                 |
| 2005            | Dziewiąty Doktor        | Dalek                                            |                 |                 |                 |
| 2005            | Dziewiąty Doktor        | Zły Wilk / Każdy swoją drogą                     |                 |                 |                 |
| 2006            | Dziesiąty Doktor        | Armia duchów / Dzień zagłady                     |                 |                 |                 |
| 2007            | Dziesiąty Doktor        | Dalekowie na Manhattanie / Ewolucja Daleków      |                 |                 |                 |
| 2008            | Dziesiąty Doktor        | Skradziona Ziemia / Koniec podróży               |                 |                 |                 |
| 2010            | Jedenasty Doktor        | Zwycięstwo Daleków                               |                 |                 |                 |
| 2010            | Jedenasty Doktor        | Otwarcie Pandoriki / Wielki Wybuch               |                 |                 |                 |
| 2012            | Jedenasty Doktor        | Planeta obłąkanych Daleków                       |                 |                 |                 |
| 2014            | Dwunasty Doktor         | Wnętrze Daleka                                   |                 |                 |                 |
| 2015            | Dwunasty Doktor         | The Magician's Apprentice / The Witch's Familiar |                 |                 |                 |
| 2018            | Trzynasta Doktor        | Resolution                                       |                 |                 |                 |